# Landskronsiedlung

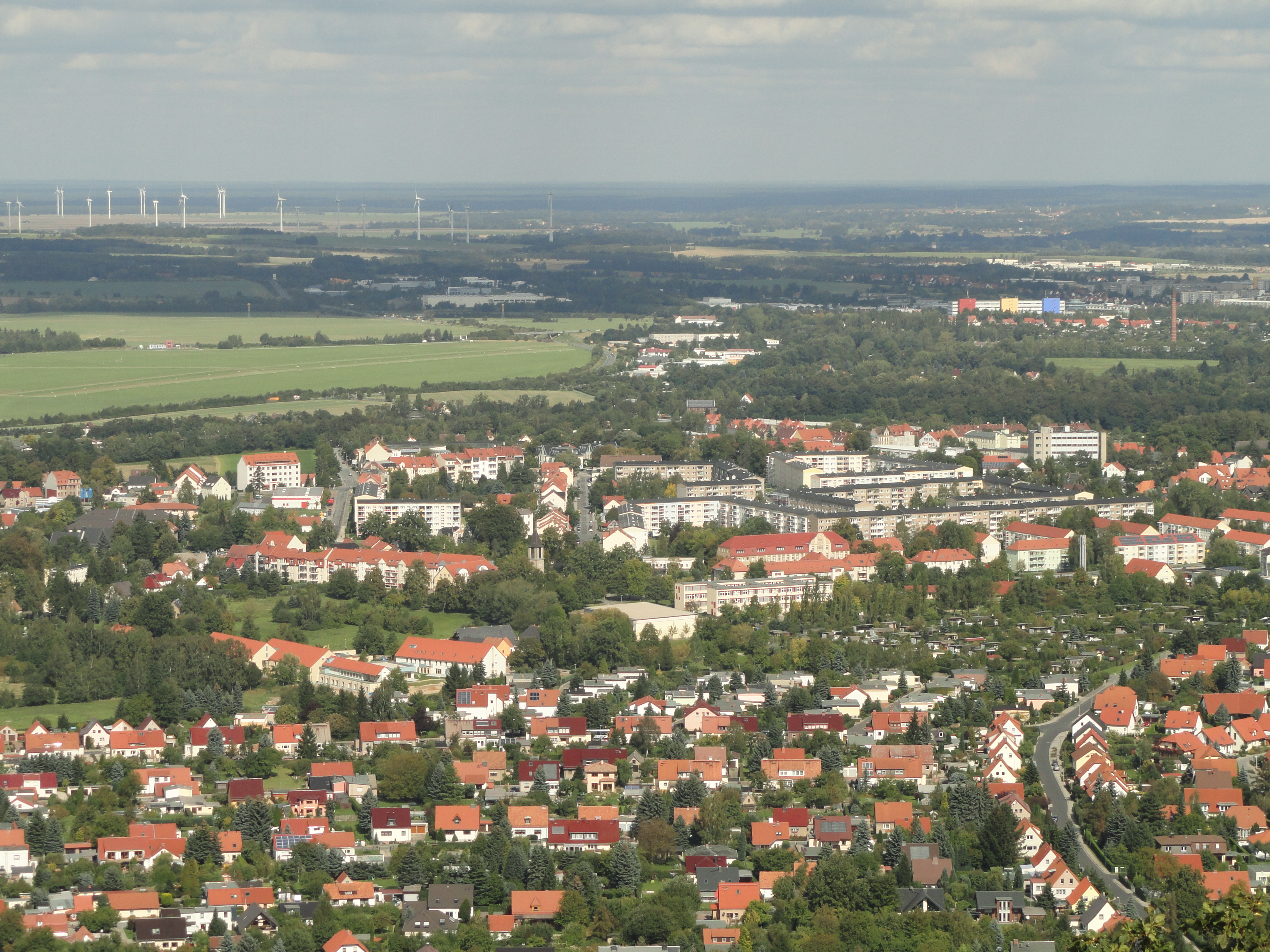
Blick von der Landeskrone über die Landskronsiedlung nach Rauschwalde. Am rechten Bildrand entlang zieht sich der Grenzweg.

Die Landskronsiedlung (auch Landeskronsiedlung) ist eine Eigenheimwohnsiedlung im Görlitzer Stadtteil Rauschwalde. Sie erstreckt sich beiderseits der Christian-Heuck-Straße, die die zentrale Achse des Wohngebiets bildet und von der die Straßen abzweigen. Die Straße ist bereits im Stadtplan von 1928 unter der Bezeichnung Heinrich-Heine-Straße enthalten. Die Straße wurde auf den Görlitzer Hausberg – die Landeskrone – ausgerichtet. Der Grenzweg im Osten und der Elsternweg im Norden begrenzen die Siedlung. Der Grenzweg bildet zugleich die Stadtteilgrenze zum benachbarten Biesnitz. Westlich und südlich wird das Wohngebiet durch Felder abgegrenzt. Der durchgebundene Nelkenweg und der Carolusweg verbinden die Landskronsiedlung mit dem Ortsteil Schlauroth. Beide Wege dienen jedoch nur dem Fuß- und Fahrradverkehr.
Im Jahr 1925 wurde Rauschwalde nach Görlitz eingemeindet. Sieben Jahre später entstand die Landskronsiedlung südlich des Caroluskrankenhauses. Die Siedlung wurde vor allem für Erwerbslose errichtet und war einst für 100 Häuser mit etwa 500 Bewohnern projektiert. Die Häuser erhielten einen großzügigen Garten, die den Bewohnern zur Selbstversorgung dienen sollten. Die eingeschossigen Einzel- und Doppelhäuser wurden in einfacher Holzfachwerkbauweise errichtet. Die Fachwerkkonstruktion wurde mit Stroh und Lehm aufgefüllt. Die Nutzungsauflagen sahen neben der Bewirtschaftung der Gärten auch die Kleintierhaltung in dafür vorgesehenen Stallungen vor. Weiterhin erhielten die Bewohner der Siedlung östlich von dieser Ackerfläche als Pachtland.
Zwischen 1933 und 1934 folgten weitere 64 Häuser. Bauträger war die Nationalsozialistische Schlesische Siedlungsgesellschaft, die das Land anschließend zinsgünstig verpachtete. Die Siedlung erstreckte sich nun zwischen dem heutigen Gladiolen- und Asternweg. Das einst verpachtete Grabeland östlich der Siedlung bis zum Grenzweg blieb bis in die 1950er Jahre der landwirtschaftlichen Nutzung vorbehalten. Erst danach wurde es, wie die anderen umliegenden Gebiete bebaut.
Die einstige typische Bebauung der Siedlung ist heute zu großen Teilen überformt. Auch wurden im Laufe der Jahrzehnte auf Freiflächen weitere Häuser im jeweiligen Zeitgeschmack gebaut. Das einheitliche Erscheinungsbild der Siedlung ist somit nicht mehr erhalten. Lediglich die Siedlungsstruktur entspricht in den Grundzügen noch der Planung.
An der Christian-Heuck-Straße befindet sich auf Höhe der Einmündung des Nelkenwegs eine Buswendeschleife. Die Wendeschleife ist die Endhaltestelle der Stadtbuslinie A. Die Busse verkehren von hier im 30-Minuten-Takt (am Wochenende 60-Minuten-Takt) über Rauschwalde in die Innenstadt zum Demianiplatz und weiter zur Hochschule.